# Ben Petaia
Ben Petaia (14 oktober 1993) is een Tuvaluaans voetballer die uitkomt voor Nui. Als Nui geen team heeft, speelt hij voor Tofaga.
In 2011 deed Ben mee met het Tuvaluaans zaalvoetbalteam bij Oceanian Futsal Championship 2011, hij speelde vier wedstrijden.
1 Tailolo ·
2 Sogivalu ·
3 Taukatea ·
4 Lepaio ·
5 Maleko ·
6 Petaia ·
7 Ionatana ·
8 Uaelesi ·
9 Petaia ·
10 Panapa ·
11 Tiute ·
12 Timuani ·
Coach: Vave